# サークルゲーム (Galileo Galileiの曲)
「サークルゲーム」は、Galileo Galileiの7thシングル。

## 解説
一部楽曲にPOP ETCのボーカルのクリス・チューがプロデューサーとして参加している。また「サークルゲーム」「Electroland」にはさよならポニーテールのみぃながコーラスとハミングで、「Jonathan」にはChimaがコーラスで参加している。
表題曲は「あの日見た花の名前を僕達はまだ知らない。」の劇場版主題歌として、また前後して放送されたスペシャルオンエア版の新オープニングテーマとしても起用された。この作品とのタイアップは「青い栞」に引き続き2度目となる。アニメのタイアップも「明日へ」から2作連続。
期間限定通常盤には「「あの花」新オープニングムービー絵コンテ」と「「あの花」書下ろしイラストジャケット（三方背スリーブケース付）」が付属したほか、新旧オープニングのノンクレジット映像を収録したDVDが同梱された。

## 収録曲
（全作詞:尾崎雄貴／全作曲・編曲：Galileo Galilei,POP ETC（特記以外））

### 通常盤
1. サークルゲーム - 4:44
劇場版『あの日見た花の名前を僕達はまだ知らない。』主題歌
フジテレビ“ノイタミナ”アニメ『あの日見た花の名前を僕達はまだ知らない。』新オープニングテーマ
PVはアニメーション監督の村田朋泰による。
テレビ神奈川の音楽情報番組『saku saku』の2013年9月期エンディングテーマ
2. Electroland - 5:10
編曲：Galileo Galilei
発売に先立ち、ツアーで演奏されていた。当時はタイトルが決まっていなかった。
3. Jonathan - 3:49
ギターにSleepy.abの山内憲介が参加している。
同性愛者の曲[3]とされる。
スマホLOCKS!で制作模様やデモが公開された。

### 期間限定通常盤
1. サークルゲーム - 4:44
2. 青い栞 - 5:38
3. サークルゲーム （TV ver.） - 1:33
4. 青い栞（TV Ver.） - 1:29